# دهستان زنگبار
دهستان زنگبار، دهستانی از توابع بخش مرکزی شهرستان پلدشت در استان آذربایجان غربی ایران است.

## جمعیت
براساس سرشماری مرکز آمار ایران در سال ۱۳۹۵، جمعیت این دهستان برابر با ۱۰٬۵۷۴ نفر (۲٬۸۶۴ خانوار) بوده‌ است. 